# John Tomlinson (Politiker)
John Edward Tomlinson, Baron Tomlinson (* 1. August 1939 in London; † 20. Januar 2024) war ein britischer Politiker der Labour Party und Life Peer.

## Ausbildung und Beruf
Tomlinson besuchte die Westminster City School und das Co-operative College in Loughborough. Später studierte er Gesundheitsmanagement an der Brunel University und erwarb 1982 seinen Master of Arts an der Universität Warwick.
In den Jahren 1968 bis 1970 arbeitete er in leitender Position für die Gewerkschaft „Amalgamated Union of Engineering Workers“.
Nach seiner Abwahl aus dem Unterhaus 1979 nahm er einen Lehrauftrag am „Solihull College of Technology“ wahr.

## Politik
Von 1974 und 1979 war er Abgeordneter im House of Commons für den Wahlkreis Meriden. Während seiner Amtszeit hatte er auch eine Reihe von Regierungsämtern inne. So war er 1975 bis 1976 Parliamentary Private Secretary (PPS) von Premierminister Harold Wilson, 1976 bis 1979 Parlamentarischer Unterstaatssekretär im Außenministerium und 1977 bis 1979 Parlamentarischer Staatssekretär im Entwicklungshilfeministerium.
Von 1984 bis 1999 war er Mitglied des Europäischen Parlaments für den Wahlkreis Birmingham West.
Am 21. Juli 1998 wurde er als Baron Tomlinson, of Walsall in the County of West Midlands, zum Life Peer geadelt und war dadurch seither Mitglied des House of Lords.